# هيرفي لاسيلس
هيرفي لاسيلس (18 يناير 1918 – 28 يونيو 1942) هو ملاكم كندي راحل، مثّل بلاده في الألعاب الأولمبية الصيفية 1936.

## روابط خارجية
هيرفي لاسيلس على موقع أوليمبيديا (الإنجليزية)